# Campionatul Național de Tineret la handbal feminin 2023-2024
Campionatul Național de Tineret la handbal feminin 2023-2024 a fost prima ediție a Campionatului Național de Tineret la handbal feminin din România. Întrecerea este organizată anual de Federația Română de Handbal (FRH), începând din anul competițional 2023-2024 și se desfășoară cu două serii.

## Săli
Partidele s-au jucat în sălile de sport din orașele de reședință ale echipelor, în funcție de disponibilitatea acestora și de potențialul de spectatori al partidelor.
| Baia Mare                              | Bistrița                           | Brașov                                            | București                      |
| -------------------------------------- | ---------------------------------- | ------------------------------------------------- | ------------------------------ |
| Sala „Lascăr Pană” Capacitate: 2 060   | TeraPlast Arena Capacitate: 3 007  | Sala „Dumitru Popescu Colibași” Capacitate: 1 570 | Sala „Rapid” Capacitate: 1 500 |
| Buzău                                  | Craiova                            | Râmnicu Vâlcea                                    |                                |
| Sala „Romeo Iamandi” Capacitate: 1 868 | Sala Polivalentă Capacitate: 4 215 | Sala „Traian” Capacitate: 3 126                   |                                |
|                                        |                                    |                                                   |                                |

## Echipe participante
Campionatul Național de Tineret s-a desfășurat cu două serii de căte 6 și 8 echipe fiecare, împărțite pe criterii geografice, cu scopul de a limita deplasările lungi și a reduce astfel costurile. La competiție iau parte echipele de tineret ale cluburilor din Liga Națională și ar fi trebuit să participe și echipele CNE, echipele CNOPJ și echipe universitare dar echipele CNE și CNOPJ nu au putut participa pentru că nu s-au constituit din lipsă de jucătoare iar echipele universitare nu s-au înscris. În ediția 2023−2024, componența celor două serii a fost:
| În seria A au concurat 6 echipe: - CS Minaur Baia Mare - CS Gloria 2018 Bistrița-Năsăud - CSM Corona Brașov - CS Măgura Cisnădie - SCM Râmnicu Vâlcea - HC Zalău | În seria B au concurat 8 echipe: - HC Dunărea Brăila - CSM București - CS Rapid București - CSU Știința București - SCM Gloria Buzău - SCM Craiova - CS Dacia Mioveni 2012 - CSM Târgu Jiu |

## Regulament
Regulamentul de desfășurare a ediției 2023-24 a Campionatului Național de Tineret la handbal feminin a fost aprobat pe 30 iunie 2023, a intrat în vigoare în aceași zi și a conținut un calendar preliminar al partidelor, cu mențiunea că datele acestora se pot modifica cu acordul echipelor.

## Partide
Meciurile din sezonul regulat al ediției 2023-24 a Campionatului Național de Tineret la handbal feminin s-au jucat în sistem fiecare cu fiecare, cu tur și retur între două echipe din fiecare serie, iar programul acestora a fost alcătuit după Tabela Berger. La sfârșitul sezonului regulat a avut loc un turneu final, la care au luat parte echipele clasate pe primele patru locuri în fiecare din cele două serii ale Campionatul Național de Tineret.
Calendarul competițional preliminar a fost stabilit în ședința Consiliului de Administrație al FRH din 30 iunie 2023. Datele exacte de desfășurare a partidelor au fost publicate ulterior.

## Seria A

### Clasament
Clasament valabil pe 18 aprilie 2024.
| Poz. | Echipa                         | J  | V | E | Î | GM  | GP  | DG    | P   |
| ---- | ------------------------------ | -- | - | - | - | --- | --- | ----- | --- |
| 1    | SCM Râmnicu Vâlcea             | 10 | 8 | 1 | 1 | 363 | 249 | + 114 | 25  |
| 2    | CS Minaur Baia Mare            | 10 | 6 | 1 | 3 | 334 | 277 | + 57  | 19  |
| 3    | CS Gloria 2018 Bistrița-Năsăud | 10 | 6 | 0 | 4 | 318 | 289 | + 29  | 18  |
| 4    | CSM Corona Brașov              | 10 | 5 | 0 | 5 | 335 | 293 | + 42  | 15  |
| 5    | HC Zalău3)                     | 10 | 3 | 0 | 7 | 226 | 289 | – 63  | 7   |
| 6    | CS Măgura Cisnădie1)2)         | 10 | 1 | 0 | 9 | 140 | 319 | – 179 | – 2 |

1) CS Măgura Cisnădie a fost penalizată cu două puncte pentru nerespectare cerințe vârstă.
2) CS Măgura Cisnădie a fost penalizată cu trei puncte pentru neprezentare.
3) HC Zalău a fost penalizată cu un punct pentru nerespectare cerințe vârstă.

### Rezultate în tur
Date oficiale publicate de Federația Română de Handbal
|                                | MIN                 | BIS           | COR           | MAG                 | SRV           | HCZ                |
| ------------------------------ | ------------------- | ------------- | ------------- | ------------------- | ------------- | ------------------ |
| CS Minaur Baia Mare            | –                   | 43–37 (22–20) | 37–39 (19–15) | 41–23 (26–8) (10-0) | 34–34 (14–16) | 44–21 (24–9)       |
| CS Gloria 2018 Bistrița-Năsăud | 37–43 (20–22)       | –             | 28–27 (12–13) | 38–18 (18–10)       | 30–35 (14–19) | 21–30 (10–15)      |
| CSM Corona Brașov              | 39–37 (15–19)       | 27–28 (13–12) | –             | 48–16 (23–4)        | 26–35 (11–16) | 37–36 (22–17)      |
| CS Măgura Cisnădie             | 23–41 (8–26) (10-0) | 18–38 (10–18) | 16–48 (4–23)  | –                   | 18–50 (9–25)  | 0-10 25–29 (12–15) |
| SCM Râmnicu Vâlcea             | 34–34 (16–14)       | 35–30 (19–14) | 35–26 (16–11) | 50–18 (25–9)        | –             | 34–21 (17–8)       |
| HC Zalău                       | 21–44 (9–24)        | 30–21 (15–10) | 36–37 (17–22) | 10-0 29–25 (15–12)  | 21–34 (8–17)  | –                  |

| Clasament valabil pe 25 ianuarie 2024, la finalul turului. \| Poz. \| Echipa \| J \| V \| E \| Î \| GM \| GP \| DG \| P \| \| ---- \| ------------------------------ \| - \| - \| - \| - \| --- \| --- \| ----- \| --- \| \| 1 \| SCM Râmnicu Vâlcea \| 5 \| 4 \| 1 \| 0 \| 188 \| 129 \| + 59 \| 13 \| \| 2 \| CS Minaur Baia Mare \| 5 \| 3 \| 1 \| 1 \| 199 \| 154 \| + 45 \| 10 \| \| 3 \| CSM Corona Brașov \| 5 \| 3 \| 0 \| 2 \| 177 \| 152 \| + 25 \| 9 \| \| 4 \| CS Gloria 2018 Bistrița-Năsăud \| 5 \| 2 \| 0 \| 3 \| 154 \| 153 \| + 1 \| 6 \| \| 5 \| HC Zalău \| 5 \| 2 \| 0 \| 3 \| 118 \| 136 \| – 18 \| 6 \| \| 6 \| CS Măgura Cisnădie1) \| 5 \| 0 \| 0 \| 5 \| 75 \| 187 \| – 112 \| – 2 \| 1) CS Măgura Cisnădie a fost penalizată cu două puncte pentru nerespectare cerințe vârstă. |                                |   |   |   |   |     |     |       |     |
| Poz. | Echipa                         | J | V | E | Î | GM  | GP  | DG    | P   |
| 1 | SCM Râmnicu Vâlcea             | 5 | 4 | 1 | 0 | 188 | 129 | + 59  | 13  |
| 2 | CS Minaur Baia Mare            | 5 | 3 | 1 | 1 | 199 | 154 | + 45  | 10  |
| 3 | CSM Corona Brașov              | 5 | 3 | 0 | 2 | 177 | 152 | + 25  | 9   |
| 4 | CS Gloria 2018 Bistrița-Năsăud | 5 | 2 | 0 | 3 | 154 | 153 | + 1   | 6   |
| 5 | HC Zalău                       | 5 | 2 | 0 | 3 | 118 | 136 | – 18  | 6   |
| 6 | CS Măgura Cisnădie1)           | 5 | 0 | 0 | 5 | 75  | 187 | – 112 | – 2 |

### Rezultate în retur
Date oficiale publicate de Federația Română de Handbal
|                                | MIN           | BIS           | COR           | MAG              | SRV           | HCZ              |
| ------------------------------ | ------------- | ------------- | ------------- | ---------------- | ------------- | ---------------- |
| CS Minaur Baia Mare            | –             | 32–29 (15–14) | 35–29 (19–12) | 10-0             | 28–31 (12–18) | 30–34 (16–15)    |
| CS Gloria 2018 Bistrița-Năsăud | 29–32 (14–15) | –             | 34–31 (18–14) | 35–20 (13–6)     | 28–27 (13–12) | 38–26 (17–9)     |
| CSM Corona Brașov              | 29–35 (12–19) | 31–34 (14–18) | –             | 38–24 (20–9)     | 26–27 (12–9)  | 34–21 (16–9)     |
| CS Măgura Cisnădie             | 0-10          | 20–35 (6–13)  | 24–38 (9–20)  | –                | 11–49 (8–25)  | 10-0 20–20 ( – ) |
| SCM Râmnicu Vâlcea             | 31–28 (18–12) | 27–28 (12–13) | 27–26 (12–9)  | 49–11 (25–8)     | –             | 41–27 (19–11)    |
| HC Zalău                       | 34–30 (9–17)  | 26–38 (16–15) | 21–34 (9–16)  | 0-10 20–20 ( – ) | 27–41 (11–19) | –                |

## Seria B

### Clasament
Clasament valabil pe 19 aprilie 2024.
| Poz. | Echipa                  | J  | V  | E | Î  | GM  | GP  | DG    | P  |
| ---- | ----------------------- | -- | -- | - | -- | --- | --- | ----- | -- |
| 1    | HC Dunărea Brăila       | 14 | 13 | 1 | 0  | 502 | 311 | + 191 | 40 |
| 2    | CSM București           | 14 | 10 | 1 | 3  | 479 | 370 | + 109 | 31 |
| 3    | CS Rapid București      | 14 | 10 | 1 | 4  | 491 | 398 | + 93  | 30 |
| 4    | CS Dacia Mioveni 20121) | 14 | 10 | 0 | 4  | 438 | 384 | + 54  | 29 |
| 5    | SCM Gloria Buzău        | 14 | 6  | 0 | 8  | 457 | 478 | – 21  | 18 |
| 6    | CSU Știința București   | 14 | 3  | 1 | 10 | 442 | 511 | – 69  | 10 |
| 7    | CSM Târgu Jiu           | 14 | 1  | 1 | 12 | 368 | 524 | – 156 | 4  |
| 8    | SCM Craiova             | 14 | 1  | 0 | 13 | 388 | 589 | – 201 | 3  |

1) CS Dacia Mioveni 2012 a fost penalizată cu un punct pentru nerespectare cerințe vârstă.

### Rezultate în tur
Date oficiale publicate de Federația Română de Handbal
|                       | DUN                 | CBU           | RBU           | UBU           | BUZ           | CRA           | MIO                 | CTJ           |
| --------------------- | ------------------- | ------------- | ------------- | ------------- | ------------- | ------------- | ------------------- | ------------- |
| HC Dunărea Brăila     | –                   | 22–22 (16–10) | 38–26 (18–13) | 40–30 (26–12) | 42–21 (16–9)  | 27–24 (27–12) | 35–22 (20–9) (10-0) | 38–20 (16–11) |
| CSM București         | 22–22 (10–16)       | –             | 24–27 (11–11) | 25–24 (12–12) | 36–32 (15–15) | 52–20 (24–6)  | 36–22 (17–13)       | 39–23 (20–11) |
| CS Rapid București    | 26–38 (13–18)       | 24–27 (11–11) | –             | 41–30 (19–13) | 38–35 (19–18) | 46–26 (27–15) | 30–33 (19–16)       | 39–19 (23–10) |
| CSU Știința București | 30–40 (12–26)       | 24–25 (12–12) | 30–41 (13–19) | –             | 40–46 (17–20) | 44–38 (22–24) | 28–35 (14–19)       | 41–33 (22–16) |
| SCM Gloria Buzău      | 21–42 (9–16)        | 32–36 (15–15) | 35–38 (18–19) | 46–40 (20–17) | –             | 20–27 (9–15)  | 41–38 (22–18)       | 37–30 (20–11) |
| SCM Craiova           | 24–47 (12–27)       | 20–52 (6–24)  | 26–46 (15–27) | 38–44 (26–12) | 38–41 (18–22) | –             | 22–42 (9–22)        | 30–37 (16–21) |
| CS Dacia Mioveni 2012 | 22–35 (9–20) (0-10) | 22–36 (13–17) | 33–30 (16–19) | 35–28 (19–14) | 27–20 (15–9)  | 42–22 (22–9)  | –                   | 38–30 (24–15) |
| CSM Târgu Jiu         | 20–38 (11–16)       | 23–39 (26–12) | 19–39 (10–23) | 33–41 (16–22) | 30–37 (11–20) | 37–30 (21–16) | 30–38 (15–24)       | –             |

| Clasament valabil pe 25 ianuarie 2024, la finalul turului. \| Poz. \| Echipa \| J \| V \| E \| Î \| GM \| GP \| DG \| P \| \| ---- \| ----------------------- \| - \| - \| - \| - \| --- \| --- \| ----- \| -- \| \| 1 \| HC Dunărea Brăila \| 7 \| 6 \| 1 \| 0 \| 237 \| 143 \| + 94 \| 19 \| \| 2 \| CS Rapid București \| 7 \| 5 \| 0 \| 2 \| 247 \| 205 \| + 43 \| 15 \| \| 3 \| CSM București \| 7 \| 5 \| 1 \| 1 \| 234 \| 170 \| + 64 \| 16 \| \| 4 \| CS Dacia Mioveni 20121) \| 7 \| 5 \| 0 \| 2 \| 219 \| 201 \| + 18 \| 14 \| \| 5 \| SCM Gloria Buzău \| 7 \| 3 \| 0 \| 4 \| 232 \| 251 \| – 19 \| 9 \| \| 6 \| CSU Știința București \| 7 \| 2 \| 0 \| 5 \| 237 \| 258 \| – 21 \| 6 \| \| 7 \| CSM Târgu Jiu \| 7 \| 1 \| 0 \| 6 \| 192 \| 262 \| – 70 \| 3 \| \| 8 \| SCM Craiova \| 7 \| 0 \| 0 \| 7 \| 198 \| 309 \| – 111 \| 0 \| 1) CS Dacia Mioveni 2012 a fost penalizată cu un punct pentru nerespectare cerințe vârstă. |                         |   |   |   |   |     |     |       |    |
| Poz. | Echipa                  | J | V | E | Î | GM  | GP  | DG    | P  |
| 1 | HC Dunărea Brăila       | 7 | 6 | 1 | 0 | 237 | 143 | + 94  | 19 |
| 2 | CS Rapid București      | 7 | 5 | 0 | 2 | 247 | 205 | + 43  | 15 |
| 3 | CSM București           | 7 | 5 | 1 | 1 | 234 | 170 | + 64  | 16 |
| 4 | CS Dacia Mioveni 20121) | 7 | 5 | 0 | 2 | 219 | 201 | + 18  | 14 |
| 5 | SCM Gloria Buzău        | 7 | 3 | 0 | 4 | 232 | 251 | – 19  | 9  |
| 6 | CSU Știința București   | 7 | 2 | 0 | 5 | 237 | 258 | – 21  | 6  |
| 7 | CSM Târgu Jiu           | 7 | 1 | 0 | 6 | 192 | 262 | – 70  | 3  |
| 8 | SCM Craiova             | 7 | 0 | 0 | 7 | 198 | 309 | – 111 | 0  |

### Rezultate în retur
Date oficiale publicate de Federația Română de Handbal
|                       | DUN           | CBU           | RBU           | UBU           | BUZ           | CRA           | MIO           | CTJ           |
| --------------------- | ------------- | ------------- | ------------- | ------------- | ------------- | ------------- | ------------- | ------------- |
| HC Dunărea Brăila     | –             | 32–27 (16–11) | 25–19 (10–10) | 42–29 (22–18) | 33–24 (20–15) | 39–17 (19–9)  | 25–18 (14–12) | 44–12 (20–7)  |
| CSM București         | 27–32 (11–16) | –             | 30–33 (20–16) | 32–22 (17–11) | 35–31 (20–15) | 48–30 (22–13) | 31–27 (19–12) | 42–25 (21–13) |
| CS Rapid București    | 19–25 (10–10) | 33–30 (16–20) | –             | 46–33 (20–15) | 36–34 (16–19) | 48–25 (22–11) | 26–27 (12–9)  | 36–19 (18–9)  |
| CSU Știința București | 29–42 (18–22) | 22–32 (11–17) | 33–46 (15–20) | –             | 31–35 (16–21) | 26–30 (10–15) | 23–35 (10–16) | 37–37 (12–18) |
| SCM Gloria Buzău      | 24–33 (15–20) | 31–35 (15–20) | 34–36 (19–16) | 35–31 (21–16) | –             | 45–23 (22–11) | 25–39 (11–19) | 31–30 (18–12) |
| SCM Craiova           | 17–39 (9–19)  | 30–48 (13–22) | 25–48 (11–22) | 26–30 (10–15) | 23–45 (11–22) | –             | 31–39 (14–21) | 38–31 (15–15) |
| CS Dacia Mioveni 2012 | 18–25 (12–14) | 27–31 (12–19) | 27–26 (9–12)  | 35–23 (16–10) | 39–25 (19–11) | 39–31 (21–14) | –             | 34–22 (17–12) |
| CSM Târgu Jiu         | 12–44 (7–20)  | 25–42 (13–21) | 19–36 (9–18)  | 37–37 (18–12) | 30–31 (12–18) | 31–38 (15–15) | 22–34 (12–17) | –             |

## Turneul final
Echipele clasate pe primele patru locuri din cele două serii au avansat la turneul final (Final 8), care s-a desfășurat pe parcursul a patru zile. Echipele au fost grupate câte două și au jucat, în prima zi, una împotriva celeilalte într-un singur meci. Echipa de pe locul 1 în Seria A a jucat împotriva echipei de pe locul 4 în Seria B, echipa de pe locul 2 în Seria A a jucat împotriva echipei de pe locul 3 în Seria B, echipa de pe locul 1 în Seria B a jucat împotriva echipei de pe locul 4 în Seria A iar echipa de pe locul 2 în Seria B a jucat împotriva echipei de pe locul 3 în Seria A. În a doua zi, echipele învinse vor fi grupate câte două și vor juca una împotriva celeilalte, iar echipele învingătoare au jucat semifinale. După o zi de pauză, echipele învinse au jucat pentru stabilirea locului în clasamentul turneului, câștigătoarele semifinalelor s-au înfruntat în finală, iar învinsele semifinalelor în finala mică, în a patra zi a turneului.
Turneul final al Campionatului Național de Tineret la handbal feminin ediția 2023-24 s-a desfășurat în Sala Sporturilor din Mioveni în perioada 22-25 aprilie 2024.

### Sferturi de finală
| 22 aprilie 2024 11:00 | CS Minaur Baia Mare | 38 - 36 | CS Rapid București | Sala Sporturilor, Mioveni Arbitri: Murariu, Paraschiv |
| 22 aprilie 2024 11:00 | Hrihor 11           | (20-16) | Soroceanu 10       | Sala Sporturilor, Mioveni Arbitri: Murariu, Paraschiv |
| 22 aprilie 2024 11:00 | 4× 1×               | Cronica | 4× 1×              | Sala Sporturilor, Mioveni Arbitri: Murariu, Paraschiv |

| 22 aprilie 2024 13:15 | CSM București | 21 - 27 | CS Gloria 2018 Bistrița-Năsăud | Sala Sporturilor, Mioveni Arbitri: Geaburu, Mitran |
| 22 aprilie 2024 13:15 | Maxim 6       | (10-17) | Țanc 13                        | Sala Sporturilor, Mioveni Arbitri: Geaburu, Mitran |
| 22 aprilie 2024 13:15 | 6× 2×         | Cronica | 4× 2×                          | Sala Sporturilor, Mioveni Arbitri: Geaburu, Mitran |

| 22 aprilie 2024 15:30 | SCM Râmnicu Vâlcea  | 26 - 23 | CS Dacia Mioveni 2012 | Sala Sporturilor, Mioveni Arbitri: Popescu, Trică |
| 22 aprilie 2024 15:30 | Avădanei, Grigore 8 | (13-14) | Borcan 8              | Sala Sporturilor, Mioveni Arbitri: Popescu, Trică |
| 22 aprilie 2024 15:30 | 3× 2×               | Cronica | 6× 1×                 | Sala Sporturilor, Mioveni Arbitri: Popescu, Trică |

| 22 aprilie 2024 17:45 | HC Dunărea Brăila         | 42 - 19 | CSM Corona Brașov | Sala Sporturilor, Mioveni Arbitri: Bida, Olar |
| 22 aprilie 2024 17:45 | Bondalici, Mici, Neacșu 6 | (20-8)  | Marin 9           | Sala Sporturilor, Mioveni Arbitri: Bida, Olar |
| 22 aprilie 2024 17:45 | 1× 1×                     | Cronica | 3×                | Sala Sporturilor, Mioveni Arbitri: Bida, Olar |

### Meciurile preliminare de clasament
| 23 aprilie 2024 11:00 | CS Rapid București | 30 - 27 | CSM Corona Brașov | Sala Sporturilor, Mioveni Arbitri: Bida, Olar |
| 23 aprilie 2024 11:00 | Carașol 7          | (16-17) | Iordachi 8        | Sala Sporturilor, Mioveni Arbitri: Bida, Olar |
| 23 aprilie 2024 11:00 | 5×                 | Cronica | 3× 2×             | Sala Sporturilor, Mioveni Arbitri: Bida, Olar |

| 23 aprilie 2024 13:00 | CSM București | 33 - 28 | CS Dacia Mioveni 2012 | Sala Sporturilor, Mioveni Arbitri: Popescu, Trică |
| 23 aprilie 2024 13:00 | Voicu 7       | (14-17) | Rachina 10            | Sala Sporturilor, Mioveni Arbitri: Popescu, Trică |
| 23 aprilie 2024 13:00 | 5× 2× 1×      | Cronica | 5×                    | Sala Sporturilor, Mioveni Arbitri: Popescu, Trică |

### Semifinalele
| 23 aprilie 2024 15:30 | CS Minaur Baia Mare | 27 - 35 | HC Dunărea Brăila | Sala Sporturilor, Mioveni Arbitri: Geaburu, Mitran |
| 23 aprilie 2024 15:30 | Ruscal 7            | (11-20) | Gavrilă 8         | Sala Sporturilor, Mioveni Arbitri: Geaburu, Mitran |
| 23 aprilie 2024 15:30 | 4× 1×               | Cronica | 5× 2×             | Sala Sporturilor, Mioveni Arbitri: Geaburu, Mitran |

| 23 aprilie 2024 17:45 | CS Gloria 2018 Bistrița-Năsăud | 21 - 22 | SCM Râmnicu Vâlcea | Sala Sporturilor, Mioveni Arbitri: Murariu, Paraschiv |
| 23 aprilie 2024 17:45 | Țanc 7                         | (10-10) | Bălan, Grigore 6   | Sala Sporturilor, Mioveni Arbitri: Murariu, Paraschiv |
| 23 aprilie 2024 17:45 | 1× 1×                          | Cronica | 5× 1×              | Sala Sporturilor, Mioveni Arbitri: Murariu, Paraschiv |

### Meciurile de clasament

#### Meciul pentru locurile 7–8
| 25 aprilie 2024 11:00 | CSM Corona Brașov | 33 - 31 | CS Dacia Mioveni 2012 | Sala Sporturilor, Mioveni Arbitri: Geaburu, Mitran |
| 25 aprilie 2024 11:00 | Gheorghe 13       | (13-16) | Sărățeanu 10          | Sala Sporturilor, Mioveni Arbitri: Geaburu, Mitran |
| 25 aprilie 2024 11:00 | 4× 1×             | Cronica | 3× 3×                 | Sala Sporturilor, Mioveni Arbitri: Geaburu, Mitran |

#### Meciul pentru locurile 5–6
| 25 aprilie 2024 13:15 | CS Rapid București  | 22 - 23 | CSM București | Sala Sporturilor, Mioveni Arbitri: Bida, Olar |
| 25 aprilie 2024 13:15 | Manole, Soroceanu 5 | (11-9)  | Maxim 7       | Sala Sporturilor, Mioveni Arbitri: Bida, Olar |
| 25 aprilie 2024 13:15 | 3× 1×               | Cronica | 4× 1×         | Sala Sporturilor, Mioveni Arbitri: Bida, Olar |

#### Finala mică
| 25 aprilie 2024 15:30 | CS Minaur Baia Mare | 25 - 29 | CS Gloria 2018 Bistrița-Năsăud | Sala Sporturilor, Mioveni Arbitri: Popescu, Trică |
| 25 aprilie 2024 15:30 | Hrihor 7            | (10-10) | Țanc 8                         | Sala Sporturilor, Mioveni Arbitri: Popescu, Trică |
| 25 aprilie 2024 15:30 | 3× 1×               | Cronica | 6× 1×                          | Sala Sporturilor, Mioveni Arbitri: Popescu, Trică |

#### Finala
| 25 aprilie 2024 17:45 | HC Dunărea Brăila | 29 - 18 | SCM Râmnicu Vâlcea | Sala Sporturilor, Mioveni Arbitri: Murariu, Paraschiv |
| 25 aprilie 2024 17:45 | Gavrilă 9         | (13-13) | Necula 6           | Sala Sporturilor, Mioveni Arbitri: Murariu, Paraschiv |
| 25 aprilie 2024 17:45 | 5× 1×             | Cronica | 2× 2×              | Sala Sporturilor, Mioveni Arbitri: Murariu, Paraschiv |

### Echipa ideală a turneului final
Echipa ideală a fost anunțată pe 25 aprilie 2024.
| Post                         | Handbalistă             | Echipă                         |
| ---------------------------- | ----------------------- | ------------------------------ |
| Portar                       | Ana Maria Cristea (ROU) | HC Dunărea Brăila              |
| Extremă dreapta              | Costinela Raicea (ROU)  | HC Dunărea Brăila              |
| Inter dreapta                | Ana Maria Gavrilă (ROU) | HC Dunărea Brăila              |
| Centru                       | Francesca Bălan (ROU)   | SCM Râmnicu Vâlcea             |
| Inter stânga                 | Anamaria Grigore (ROU)  | SCM Râmnicu Vâlcea             |
| Extremă stânga               | Mariam Mohamed (ROU)    | HC Dunărea Brăila              |
| Pivot                        | Rebeca Geamănu (ROU)    | CS Gloria 2018 Bistrița-Năsăud |
| Jucătoarea competiției (MVP) | Bianca Neacșu (ROU)     | HC Dunărea Brăila              |
| Cea mai bună bună apărătoare | Bianca Neacșu (ROU)     | HC Dunărea Brăila              |
| Golgheterul turneului final  | Maria Țanc (ROU)        | CS Gloria 2018 Bistrița-Năsăud |

### Clasament
| Loc | Echipă                         |
| --- | ------------------------------ |
|     | HC Dunărea Brăila              |
|     | SCM Râmnicu Vâlcea             |
|     | CS Gloria 2018 Bistrița-Năsăud |
| 4   | CS Minaur Baia Mare            |
| 5   | CSM București                  |
| 6   | CS Rapid București             |
| 7   | CSM Corona Brașov              |
| 8   | CS Dacia Mioveni 2012          |

## Clasamentul marcatoarelor
| Poz. | Nume                    | Echipă                         | Goluri |
| ---- | ----------------------- | ------------------------------ | ------ |
| 1    | Oana Sîrb (ROU)         | SCM Gloria Buzău               | 109    |
| 2    | Elena Rachina (ROU)     | CS Dacia Mioveni 2012          | 97     |
| 3    | Alexandra Sărăcin (ROU) | CSU Știința București          | 91     |
| 4    | Elena Drăgoescu (ROU)   | CS Dacia Mioveni 2012          | 84     |
| 4    | Patricia Ghețu (ROU)    | SCM Craiova                    | 84     |
| 5    | Ana Maria Gavrilă (ROU) | HC Dunărea Brăila              | 81     |
| 6    | Enryka Bodijar (ROU)    | CS Rapid București             | 77     |
| 7    | Alexandra Bălan (ROU)   | SCM Râmnicu Vâlcea             | 74     |
| 8    | Irina Maxim (ROU)       | CSM București                  | 73     |
| 9    | Cristina Chirea (ROU)   | CSM Târgu Jiu                  | 71     |
| 10   | Hristina Resetar (MNE)  | SCM Craiova                    | 70     |
| 10   | Ioana Stancu (ROU)      | SCM Gloria Buzău               | 70     |
| 10   | Maria Țanc (ROU)        | CS Gloria 2018 Bistrița-Năsăud | 70     |

| Poz. | Nume                      | Echipă                         | Goluri |
| ---- | ------------------------- | ------------------------------ | ------ |
| 1    | Maria Țanc (ROU)          | CS Gloria 2018 Bistrița-Năsăud | 28     |
| 2    | Ana Maria Gavrilă (ROU)   | HC Dunărea Brăila              | 22     |
| 3    | Elena Rachina (ROU)       | CS Dacia Mioveni 2012          | 19     |
| 3    | Bianca Sărățeanu (ROU)    | CS Dacia Mioveni 2012          | 19     |
| 4    | Anne Marie Gheorghe (ROU) | CSM Corona Brașov              | 18     |
| 5    | Cristina Hrihor (ROU)     | CS Minaur Baia Mare            | 17     |
| 6    | Elena Drăgoescu (ROU)     | CS Dacia Mioveni 2012          | 16     |
| 6    | Ioana Ghirda-Rățoi (ROU)  | CSM Corona Brașov              | 16     |
| 6    | Irina Maxim (ROU)         | CSM București                  | 16     |
| 6    | Alexandra Trifan (ROU)    | CS Rapid București             | 16     |
| 7    | Anamaria Grigore (ROU)    | SCM Râmnicu Vâlcea             | 15     |
| 7    | Raissa Marin (ROU)        | CSM Corona Brașov              | 15     |
| 7    | Maria Soroceanu (ROU)     | CS Rapid București             | 15     |
| 7    | Maria Voicu (ROU)         | CSM București                  | 15     |
| 8    | Iuliana Crăciun (ROU)     | CS Gloria 2018 Bistrița-Năsăud | 14     |
| 8    | Roberta Gheorghe (ROU)    | CS Rapid București             | 14     |
| 8    | Bianca Neacșu (ROU)       | HC Dunărea Brăila              | 14     |
| 8    | Denisa Ruscal (ROU)       | CS Minaur Baia Mare            | 14     |
| 9    | Alexandra Bălan (ROU)     | SCM Râmnicu Vâlcea             | 12     |
| 9    | Mihaela Rusneac (ROU)     | CS Minaur Baia Mare            | 12     |
| 10   | Cristina Iordachi (ROU)   | CSM Corona Brașov              | 11     |
| 10   | Diana Manole (ROU)        | CS Rapid București             | 11     |
| 10   | Andreea Mici (ROU)        | HC Dunărea Brăila              | 11     |
| 10   | Costinela Raicea (ROU)    | HC Dunărea Brăila              | 11     |

| Poz. | Nume                    | Echipă                         | Goluri |
| ---- | ----------------------- | ------------------------------ | ------ |
| 1    | Elena Rachina (ROU)     | CS Dacia Mioveni 2012          | 116    |
| 2    | Oana Sîrb (ROU)         | SCM Gloria Buzău               | 109    |
| 3    | Ana Maria Gavrilă (ROU) | HC Dunărea Brăila              | 103    |
| 4    | Elena Drăgoescu (ROU)   | CS Dacia Mioveni 2012          | 100    |
| 5    | Maria Țanc (ROU)        | CS Gloria 2018 Bistrița-Năsăud | 98     |
| 6    | Alexandra Sărăcin (ROU) | CSU Știința București          | 91     |
| 7    | Irina Maxim (ROU)       | CSM București                  | 89     |
| 8    | Alexandra Bălan (ROU)   | SCM Râmnicu Vâlcea             | 86     |
| 9    | Patricia Ghețu (ROU)    | SCM Craiova                    | 84     |
| 10   | Enryka Bodijar (ROU)    | CS Rapid București             | 77     |